# Ларакалла
Ларакалла, мавры — народ Шри-Ланки.

Распространение мавров по Шри-Ланке

Ларакалла, проживающие на Шри-Ланке, населяют прибрежные города. Численность составляла 1 404 534 к 2005 году (Тишков 1999:303).
Название «мавры» впервые было дано португальцами. Распространение ислама относится к VIII веку.

## Язык

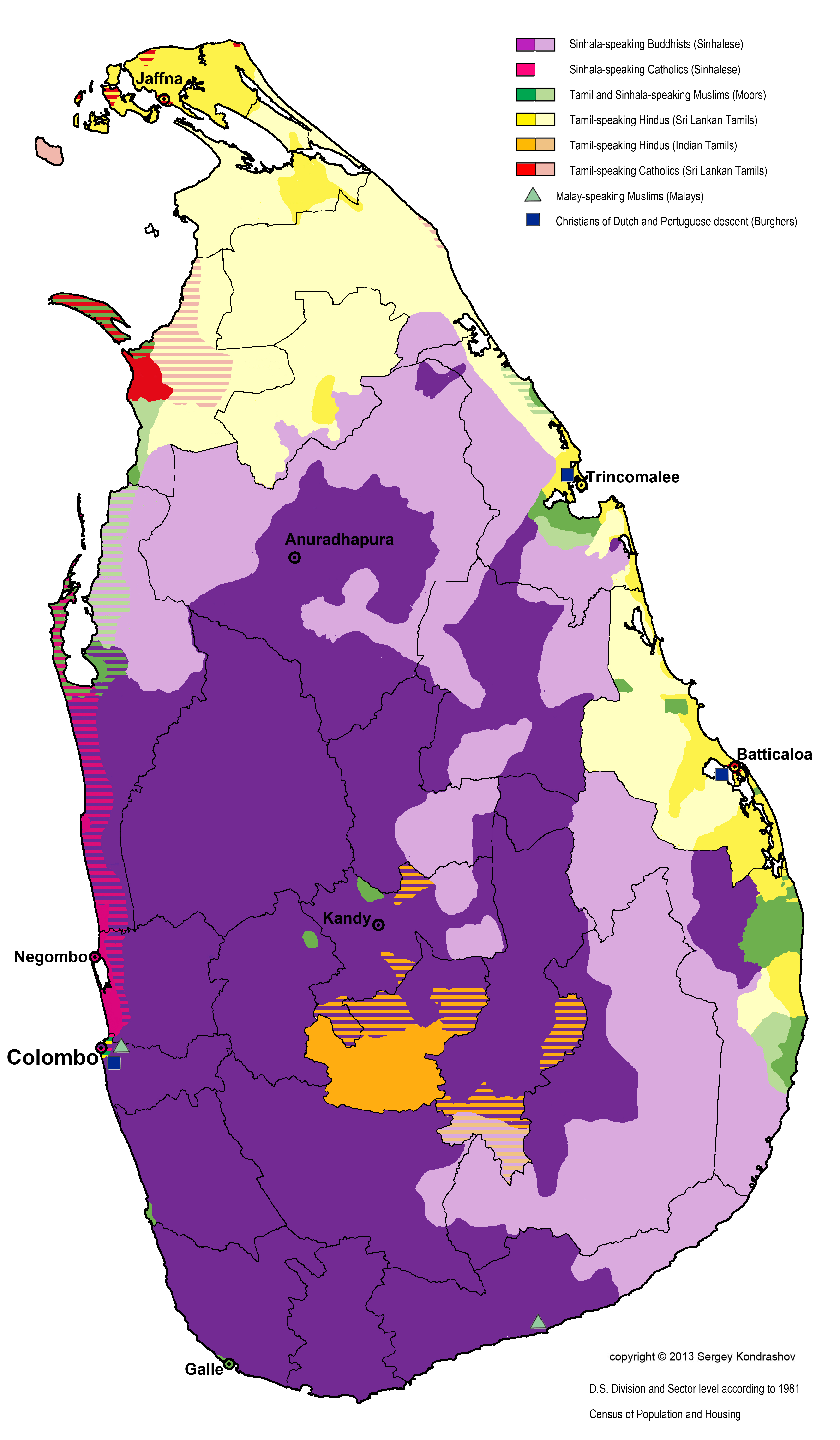
Географическое распределение языковых и религиозных групп населения Шри Ланки согласно данным переписи населения 1981 года.

Ларакалла говорят на сингальском, тамильском и арабском языках.
Сингальский язык — относится к индоарийской группе индоиранской ветви индоевропейской языковой семьи. На сингальском языке говорят примерно 16 миллионов человек, он использует оригинальное сингальское письмо. Наиболее близким языком к сингальскому является мальдивский язык (дивехи).
В V веке до н. э. на Цейлоне появились поселенцы из северо-западной Индии, говорившие на западной форме пракрита. В последующие столетия имел место также значительный приток из восточных регионов Индии, добавивших местному языку некоторые восточно-индийские характеристики. Первые надписи на сингальском языке происходят из III и II веков до н. э., первые литературные произведения из X века н. э.
Тами́льский язык (там. தமிழ்) — самый южный из дравидийских языков. На нём говорит население Южной Индии, начиная от северной пограничной черты (где оканчивается область языка телугу), проходящей на несколько миль севернее Ченнаи, и кончая мысом Коморином на юге, то есть почти вся южная оконечность Индии, за исключением неширокой полосы по западному её берегу, занятой родственным дравидийским языком малаялам. Кроме того, на тамильском языке говорит население северо-восточной части Цейлона.
Использует собственное тамильское письмо. Из-за националистических устремлений в Тамилнаде словарь тамильского языка был «очищен» от большинства некогда присущих ему индоарийских заимствований и отличается этим от остальных дравидийских языков. К тому же, тамильский язык располагает богатой 2300-летней литературной историей и считается классическим языком.

## Религия
Вероисповедание большинства населения — ислам (суннизм). Распространение ислама по территории относится к VIII веку (Тишков 1999:303).

## Традиционные хозяйственные занятия
Большая часть населения занимается торговлей, предпринимательством и ростовщичеством. Также распространено сельское хозяйство и рыболовство (Тишков 1999:303).

## Традиционная социальная организация
Линии семейств ведутся по женской линии, как и в системах родства юго-западного индийского штата Керала, только управление они ведут по исламским законам.